# Pyramide de Sechséchet
La Pyramide de Sechséchet est une pyramide d'Égypte à Saqqarah.
Elle est aussi connue comme la « pyramide enfouie ». En 2009, une momie, supposée être celle de la reine Sechséchet, mère du pharaon Téti, y est découverte,,.